# Ryan Braun

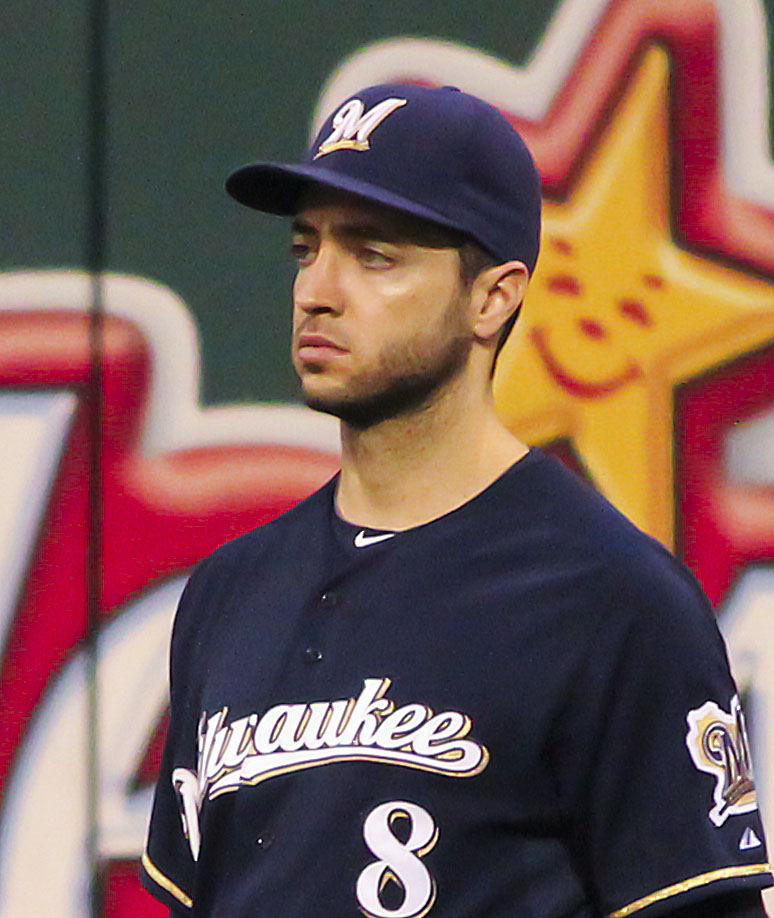
Ryan Braun i Milwaukee Brewers dräkt 2014.

Ryan Joseph Braun, född den 17 november 1983 i Los Angeles i Kalifornien, är en amerikansk före detta professionell basebollspelare som spelade 14 säsonger i Major League Baseball (MLB) 2007–2020. Braun var outfielder, främst leftfielder.
Braun spelade under hela sin karriär för Milwaukee Brewers och slog fler homeruns för klubben (352) än någon gjort tidigare.

## Karriär

### College
Braun spelade för Miami Hurricanes i National Collegiate Athletic Association (NCAA) när han studerade vid University of Miami.

### Major League Baseball

#### Milwaukee Brewers

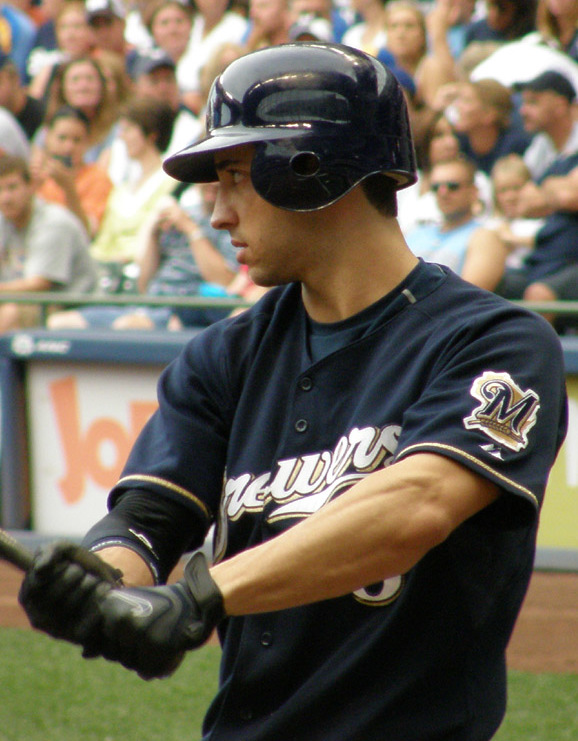
Braun under 2008 års säsong.

Braun draftades av Milwaukee Brewers 2005 som femte spelare totalt och spelade sedan för Brewers från och med MLB-debuten den 25 maj 2007 till och med 2020. Han meddelade i september 2021 att han avslutade karriären.
Bland Brauns meriter kan nämnas att han sex gånger togs ut till MLB:s all star-match och fem gånger vann en Silver Slugger Award. 2007 utsågs han till National Leagues Rookie of the Year och fyra år senare utsågs han till ligans mest värdefulla spelare (MVP). Två gånger kom han med i den så kallade 30–30-klubben genom att slå minst 30 homeruns och stjäla minst 30 baser under samma säsong. 2012 slog han flest homeruns i National League (41).
Den 22 juli 2013 meddelade MLB att Braun hade blivit avstängd resten av säsongen, vilket innebar att han inte kunde spela de sista 65 matcherna, efter att han erkänt att han använt sig av dopning under 2011 års säsong.

### Internationellt
Braun representerade USA vid World Baseball Classic 2009 och 2013.